# Mo Heart
Kevin Richardson, plus connu sous le nom de scène Mo Heart, anciennement Monique Heart ou Kutabetch Heart, est une drag queen américaine principalement connue pour sa participation à la dixième saison de RuPaul's Drag Race, la quatrième saison de RuPaul's Drag Race All Stars et la première saison de RuPaul's Drag Race: UK Versus the World.

## Jeunesse et débuts
Kevin Richardson naît le 22 mai 1986 à Long Island et grandit dans l'État de New York. Il déménage à Kansas City, dans l'État du Missouri, après ses études secondaires et poursuit des études bibliques à l'International House of Prayer de Grandview, où il subit une thérapie de conversion.
Kevin Richardson commence le transformisme en 2011 sous le nom de Monique Kutabetch Heart avant de le raccourcir en Monique Heart. Il commence le transformisme en présentant les bingos et brunches dans un restaurant de la chaîne Hamburger Mary's.

## Carrière
Le 22 février 2018, Mo Heart est annoncée comme l'une des quatorze candidates de la dixième saison de RuPaul's Drag Race sous le nom de Monique Heart, où elle se place huitième,.
Le 9 novembre 2018, Mo Heart est annoncée comme l'une des dix candidates de la quatrième saison de RuPaul's Drag Race All Stars sous le nom de Monique Heart, où elle se place finaliste avec Naomi Smalls face à Monét X Change et Trinity The Tuck,.
Le 22 octobre 2019, elle participe en tant que mentor à la première saison de RuPaul's Secret Celebrity Drag Race.
En mars 2020, Monique Heart participe avec BeBe Zahara Benet, Bob The Drag Queen, The Vixen, Peppermint et Shea Couleé au spectacle Nubia. En août de la même année, elle présente sa web-série Manic Moments with Monique Heart sur WOW Presents Plus.
Elle présente la série originale Amazon Music The Walk In. Elle crée MoBeauty, sa compagnie de produits cosmétiques, en octobre 2021.

Le 17 janvier 2022, Mo Heart est annoncée comme l'une des neuf candidates de la première saison de RuPaul's Drag Race: UK Versus the World. Elle explique ainsi son changement de nom de scène :
J'ai changé mon nom de scène car je grandis en tant qu'artiste. Je pense que les artistes doivent toujours évoluer et grandir, et en tant qu'individu, je veux donner plus de cœur, plus d'amour, plus de tout ; et du point de vue de l'image de marque, ça fait plus sens pour moi d'être juste « Mo ».

### Musique
Monique Heart sort son premier single Brown Cow Stunning le 4 janvier 2019 après l'avoir présenté lors du premier épisode de la quatrième saison de RuPaul's Drag Race All Stars,. Elle apparaît dans le clip vidéo de la chanson de Monét X Change et Bob The Drag Queen Soak It Up.
Son premier EP, intitulé Beloved SoS 6.3, sort le 24 janvier 2020.

## Vie privée
Kevin Richardson réalise son homosexualité à l'âge de dix-sept ans. Il est chrétien. Il réside depuis 2021 à Palm Springs.

## Discographie

### EPs
| Titre                       | Détails                                                                            |
| --------------------------- | ---------------------------------------------------------------------------------- |
| Beloved SoS 6.3 (avec KOIL) | - Sortie: 24 janvier 2020 - Label: autoproduit - Formats: téléchargement numérique |

### Singles

#### En tant qu'artiste principale
| Titre               | Année | Album           |
| ------------------- | ----- | --------------- |
| "Brown Cow Stunning | 2018  | Single          |
| "SUKM (Kiss Me)"    | 2019  | Beloved SoS 6.3 |

#### En featuring
| Titre | Année | Album  |
| --- | ----- | ------ |
| "Errybody Say Love" (RuPaul featuring Naomi Smalls, Monique Heart, Farrah Moan, et Monét X Change)                       | 2018  | Single |
| "Super Queen" (RuPaul featuring Naomi Smalls, Monét X Change, Monique Heart, et Trinity the Tuck)                        | 2019  | Single |
| "I'm a Drag Queen" (feat. Leland, Freddy Scott, Brooke Villyani, Alyssa Edwards, Vanessa Vanjie Mateo, et Monique Heart) | 2020  | Single |
| "Better by Myself" (JORDY et Monique Heart)                                                                              | 2020  | Single |

## Filmographie

### Television
| Année   | Titre                                   | Rôle            | Notes                                   |
| ------- | --------------------------------------- | --------------- | --------------------------------------- |
| 2018    | RuPaul's Drag Race                      | Elle-même       | Saison 10 – Concurrente, 8ème place     |
| 2018    | RuPaul's Drag Race: Untucked            | Elle-même       | Saison 10 – Concurrente, 8ème place     |
| 2018-19 | RuPaul's Drag Race All Stars            | Elle-même       | Saison 4 – Concurrente, 3ème/4ème place |
| 2020    | AJ and the Queen                        | Miss Terri Tory |                                         |
| 2020    | Hey Qween                               | Elle-même       | Invitée                                 |
| 2020    | RuPaul's Secret Celebrity Drag Race     | Elle-même       | Mentor                                  |
| 2022    | RuPaul's Drag Race: UK Versus the World | Elle-même       | Saison 1 – Concurrente                  |
| 2022    | ICarly                                  |                 |                                         |

### Clip musicaux
| Année | Titre                | Artiste        |
| ----- | -------------------- | -------------- |
| 2018  | "Soak It Up"         | Monét X Change |
| 2019  | "Brown Cow Stunning" | Elle-même      |

### Web-séries
| Année | Titre                            | Rôle      | Notes                                               |
| ----- | -------------------------------- | --------- | --------------------------------------------------- |
| 2017  | Crazy X Girlfriend               | Elle-même | Invitée                                             |
| 2018  | Cosmo Queens                     | Elle-même | Invitée                                             |
| 2018  | Queen to Queen                   | Elle-même | Aux côtés de The Vixen                              |
| 2018  | Countdown To The Crown           | Elle-même | Saison 10                                           |
| 2019  | Review With a Jew                | Elle-même | Invitée                                             |
| 2019  | Watcha Packin'?                  | Elle-même | Invitée                                             |
| 2019  | Radio Andy                       | Elle-même | Invitée                                             |
| 2019  | Queen's Court                    | Elle-même | Invitée                                             |
| 2019  | The Stan Game                    | Elle-même | Invitée                                             |
| 2019  | Yvie's Odd School                | Elle-même | Épisode: "Quick Drag with Monique Heart"            |
| 2019  | Drag Queens React                | Elle-même | Épisode: "RuPaul's Drag Race UK"                    |
| 2019  | Envy of My Boogie                | Elle-même | Épisode: "Dancing for Your Tips with Monique Heart" |
| 2020  | Bobbin' Around                   | Elle-même | Épisode: "Nubia"                                    |
| 2020  | Alyssa's Secret                  | Elle-même | Épisode: "Manic Moments with Monique Heart"         |
| 2020  | Elevate Your Slay                | Elle-même | Invitée                                             |
| 2020  | Working Out Is a Drag            | Elle-même | Invitée                                             |
| 2020  | Transformations                  | Elle-même | Invitée                                             |
| 2020  | Manic Moments with Monique Heart | Elle-même | Présentation                                        |
| 2020  | The X Change Rate                | Elle-même | Épisode: "Monique Heart"                            |
| 2021  | The Pit Stop                     | Elle-même | Invitée                                             |
| 2021  | Binge                            | Elle-même | Podcast par Entertainment Weekly                    |
| 2021  | The Walk In                      | Elle-même | Présentatrice                                       |